# Liste der Baudenkmale in Saal (Vorpommern)
In der Liste der Baudenkmale in Saal (Vorpommern) sind alle Baudenkmale der Gemeinde Saal (Vorpommern) im Landkreis Vorpommern-Rügen und ihrer Ortsteile aufgelistet. Grundlage ist die Veröffentlichung der Denkmalliste des Landkreises Vorpommern-Rügen, Auszug aus der Kreisdenkmalliste vom November 2022.

## Ortsteil Saal
| ID    | Lage                        | Bezeichnung                                | Beschreibung | Bild           |
| ----- | --------------------------- | ------------------------------------------ | --- | -------------- |
| 11014 | Große Bauernreihe 2 (Karte) | Bauernhof (Wohnhaus und drei Stallgebäude) | |                |
| 11009 | Lange Straße (Karte)        | Kirche mit freistehendem Glockenturm       | Kirche der Backsteingotik mit Feldsteinsockel vom 13./14. Jh.; Chor von um 1300 mit 5/8-Schluss; einschiffiges Langhaus vom Anfang des 14. Jh.; urspr. separater Turm, heute südöstlich hölzerner Glockenturm; Innen: weiße Wände und Gewölbe, Taufstein 13. Jh., Altaraufsatz, Kanzel sowie Orgel vom 18. Jh. | Weitere Bilder |
| 11010 | Lange Straße (Karte)        | Kriegerdenkmal 1914/18                     | |                |
| 11013 | Lange Straße 22 (Karte)     | Pfarrhaus                                  | |                |
| 1012  | Lange Straße 23 (Karte)     | Wohnhaus                                   | |                |
| 11011 | Lange Straße 39 (Karte)     | Landwarenhaus                              | |                |

## Bartelshagen II
| ID    | Lage                   | Bezeichnung | Beschreibung                      | Bild       |
| ----- | ---------------------- | ----------- | --------------------------------- | ---------- |
| 11331 | Hauptstraße 19 (Karte) | Motormühle  | Gebäude der ehemaligen Motormühle | Motormühle |

## Hessenburg
| ID    | Lage                | Bezeichnung       | Beschreibung | Bild              |
| ----- | ------------------- | ----------------- | --- | ----------------- |
| 10461 | Dorfplatz 2 (Karte) | Gutshaus und Park | Rittergut Schlichtemühl seit 1786 bei der Familie Hesse, seit 1840 Gut Hessenburg, 2-gesch., 10-achsiges Gutshaus mit Mittelrisalit, Rotsteinbau, saniert nach 2000 als Kranich Hotel und seit 2012 auch Kranich Museum. | Gutshaus und Park |

## Kückenshagen
| ID    | Lage                         | Bezeichnung | Beschreibung                                                                                                  | Bild     |
| ----- | ---------------------------- | ----------- | --- | -------- |
| 10549 | Damgartener Straße 6 (Karte) | Gutshaus    | 2-gesch., 7-achs., sanierter Putzbau von der Mitte des 19. Jh. mit 3-gesch. Zwerchgiebel und Mezzaningeschoss | Gutshaus |

## Neuendorf-Heide
| ID    | Lage          | Bezeichnung | Beschreibung | Bild |
| ----- | ------------- | ----------- | ------------ | ---- |
| 10649 | Heidestraße 9 | Wohnhaus    |              |      |

## Quelle
- Denkmalliste des Landkreises Vorpommern-Rügen